# Galianthe bisepala
Galianthe bisepala är en måreväxtart som beskrevs av Elsa Leonor Cabral. Galianthe bisepala ingår i släktet Galianthe och familjen måreväxter. Inga underarter finns listade i Catalogue of Life.